# Yechezkel Sarna
Pour les articles homonymes, voir Sarna.
Yechezkel (Chaskel)  Sarna (né le 18 février 1890 à Horodok, Russie et mort le 20 août 1969 à Jérusalem, Israël) est un rabbin israélien, d'origine russe. Il est un disciple du rabbin Nosson Tzvi Finkel, le Vieux de Slabodka). Il est chargé par ce dernier, en 1925,  de  transférer la Yechiva de Slobodka à Hebron. Après le Massacre d'Hébron (1929), la Yechiva se relocalise à Jérusalem. Il en devient le Rosh Yeshiva en 1934.

## Biographie
Yechezkel Sarna est né le 18 février 1890 à Horodok en Russie. 
Il est le fils du rabbin Yaakov Chaim Sarna, le  shochet et le  melamed de la ville. Yaakov Chaim Sarna est né à Ostrów Mazowiecka en Pologne et est mort le 13 février 1922. 
Sa mère est Aidel Sarna née Buxenbaum. Elle est la fille de Shlomo Zalman Buxenbaum, un Hassid du Chiddushei Harim.
Il épouse Pesha Miryam Epstein, née en 1900 et morte le 1er août 1970, Elle est la fille du rabbin Moshe Mordechai Epstein.
Les Sarna ont un fils le rabbin Yaakov Chaim Sarna, né le 19 février 1929 à Hebron et mort le 7 juillet 2011 à Jérusalem, Rosh Yeshiva de la Yechiva de Hébron,  dans le quartier de Gueoulah, à Jérusalem.

### Études
Yechezkel Sarna étudie avec son père et au heder de Horodok.
À l'âge de 11 ans, il va étudier à la Yechiva Ohr Hachaim de Slabodka, Slobodka étant en banlieue de Kaunas, dirigée par le rabbin Tzvi Levitan (1840-1915), un disciple de Simcha Zissel Ziv, le Vieux de Kelm. Il fait connaissance du Mouvement du Moussar.
En 1902, il va étudier à Malczyce, en Pologne avec le rabbin Zalman Sender Kahana-Shapiro (1851-1923), rabbin de cette ville.